# Pavel Lednev
Pavel Lednev ou Pavel Serafimovich Lednyov  (Níjni Novgorod, 25 de março de 1943 - Moscou, 23 de novembro de 2010) foi um pentatleta soviético, bicampeão e multimedalista olímpico e hexacampeão mundial do pentatlo moderno. Considerado um dos maiores nomes do esporte em todos os tempos, foi elevado ao Hall da Fama da União Internacional de Pentatlo Moderno no ano de sua criação, em 2016, ao lado de nomes como do Rei Constantino da Grécia, do ex-presidente do Comitê Olímpico Internacional Juan Antonio Samaranch e do general norte-americano da Segunda Guerra Mundial George S. Patton, ele mesmo um pentatleta em Estocolmo 1912.
Pavel Lednyov representou a URSS em quatro Jogos Olímpicos, Cidade do México 1968, Munique 1972, Montreal 1976 e Moscou 1980, conquistando a medalha de ouro, por equipes, em 1972 e 1980 e mais cinco medalhas de prata e bronze, num total de sete medalhas olímpicas.  Foi nos campeonatos mundiais do esporte, entretanto, que Pavel fez seu nome, tornando-se hexacampeão mundial – quatro vezes individual e duas por equipe – entre 1973 e 1978, além de um tricampeonato europeu.
Depois de abandonar as competições aos 38 anos, o mais velho participante internacional do esporte na época, dedicou-se a treinar a equipe juvenil de pentatlo da URSS, que obteve grande êxito  internacional na época. Mais tarde, com o fim da URSS, tornou-se vice-presidente da Federação de Pentatlo da Rússia e membro do Comitê Técnico da União Internacional de Pentatlo Moderno.
Morreu aos 67 anos em Moscou, Rússia.